# Borec za socialno pravičnost
Borec za socialno pravičnost (angleško social justice warrior, SJW) je slabšalnica in internetni meme za posameznike, ki promovirajo družbeno progresivna in liberalna stališča, kot so feminizem, državljanske pravice, pravice homoseksualcev in transseksualcev (LGBT), multikulturalizem, itd.